# Marietta Brew Appiah-Oppong
Marietta Brew Appiah-Oppong (sinh ra ở Tema), là một nữ hành nghề pháp lý người Ghana và là cựu Tổng chưởng lý Ghana và Bộ trưởng Bộ Tư pháp Ghana. Bà được Tổng thống Mahama bổ nhiệm vào năm 2013. Bà là người phụ nữ thứ hai nắm giữ văn phòng này ở nước này, người đầu tiên là bà Betty Mold-Iddrisu. Nhiệm kỳ của bà là Tổng chưởng lý Ghana kết thúc vào ngày 6 tháng 1 năm 2017. Vào tháng 6 năm 2018, bà được bổ nhiệm làm nhiệm kỳ 3 năm tại Tòa án Trọng tài của Phòng Thương mại Quốc tế trong thời gian ba năm kéo dài từ 1 tháng 7 năm 2018 - 30 tháng 6 năm 2021 Quyết định bổ nhiệm bà được đưa ra vào ngày 21 tháng 6 năm 2018 tại Cuộc họp Hội đồng Thế giới của ICC tại Paris.
- Danh sách các bộ trưởng của chính phủ Mahama

## Giáo dục
Marietta bắt đầu giáo dục của mình tại Trường Hiệp hội Phụ huynh Tema. Bà đã được giáo dục trung học tại Trường Trung học Phổ thông Hoa hồng (Akwatia), nơi bà dự thi Chứng chỉ Cấp độ Thông thường (Cấp độ O) và Chứng chỉ Cấp độ Nâng cao (Cấp độ A). Sau đó, bà lấy bằng Cử nhân Luật (LLB) của Đại học Ghana, Legon và Chứng chỉ Chuyên môn của mình để hành nghề luật từ Trường Luật Ghana, (Makola). Sau đó, bà đến Viện nghiên cứu xã hội, Hague ở Hà Lan, để lấy bằng sau đại học.

## Sự nghiệp
Marietta đã là một luật sư hành nghề trong hai mươi năm qua, nơi bà bắt đầu hành nghề tại công ty luật Fugar and Co. Sau đó, bà chuyển sang làm đối tác cao cấp tại công ty luật Litva và công ty luật.

## Chính trị
Bà là thành viên của Ủy ban điều tra Ghana @50 và cũng là thành viên Hội đồng quản trị của Cơ quan quản lý sông Volta (VRA) do cố Tổng thống John Atta-Mills bổ nhiệm năm 2009. Marietta Brew Appiah-Oppong được bổ nhiệm với tư cách là Tổng chưởng lý Ghana và Bộ trưởng Tư pháp Ghana của cựu Tổng thống John Dramani Mahama từ tháng 2 năm 2013 đến 6 tháng 1 năm 2017.

## Phòng Thương mại quốc tế
bà được bổ nhiệm để phục vụ tại Tòa án Trọng tài của Phòng Thương mại Quốc tế từ ngày 1 tháng 7 năm 2018 với nhiệm kỳ ba năm.